# Gustav Ritter (Fabrikant)

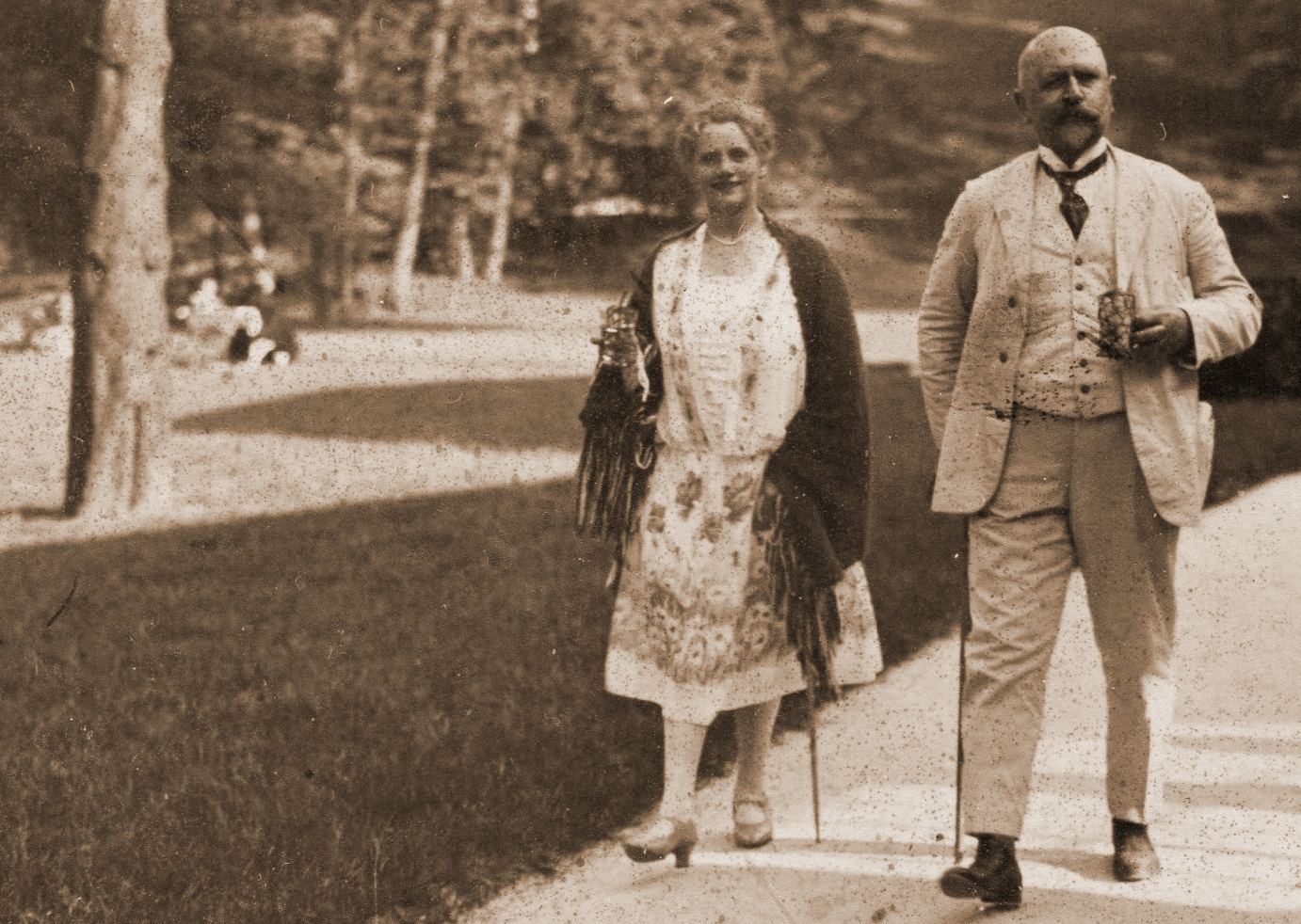
Gustav Ritter-Grabow mit seiner zweiten Frau Käthi

Georg Gustav Friedrich Ritter, zur Unterscheidung auch mit nachgestelltem Wohnort: Gustav Ritter-Grabow, Pseudonym: Gottlieb Bottermelk (* 22. August 1867 in Grabow; † 15. Mai 1945 ebenda) war ein deutscher Fabrikant und niederdeutscher Schriftsteller.

## Leben

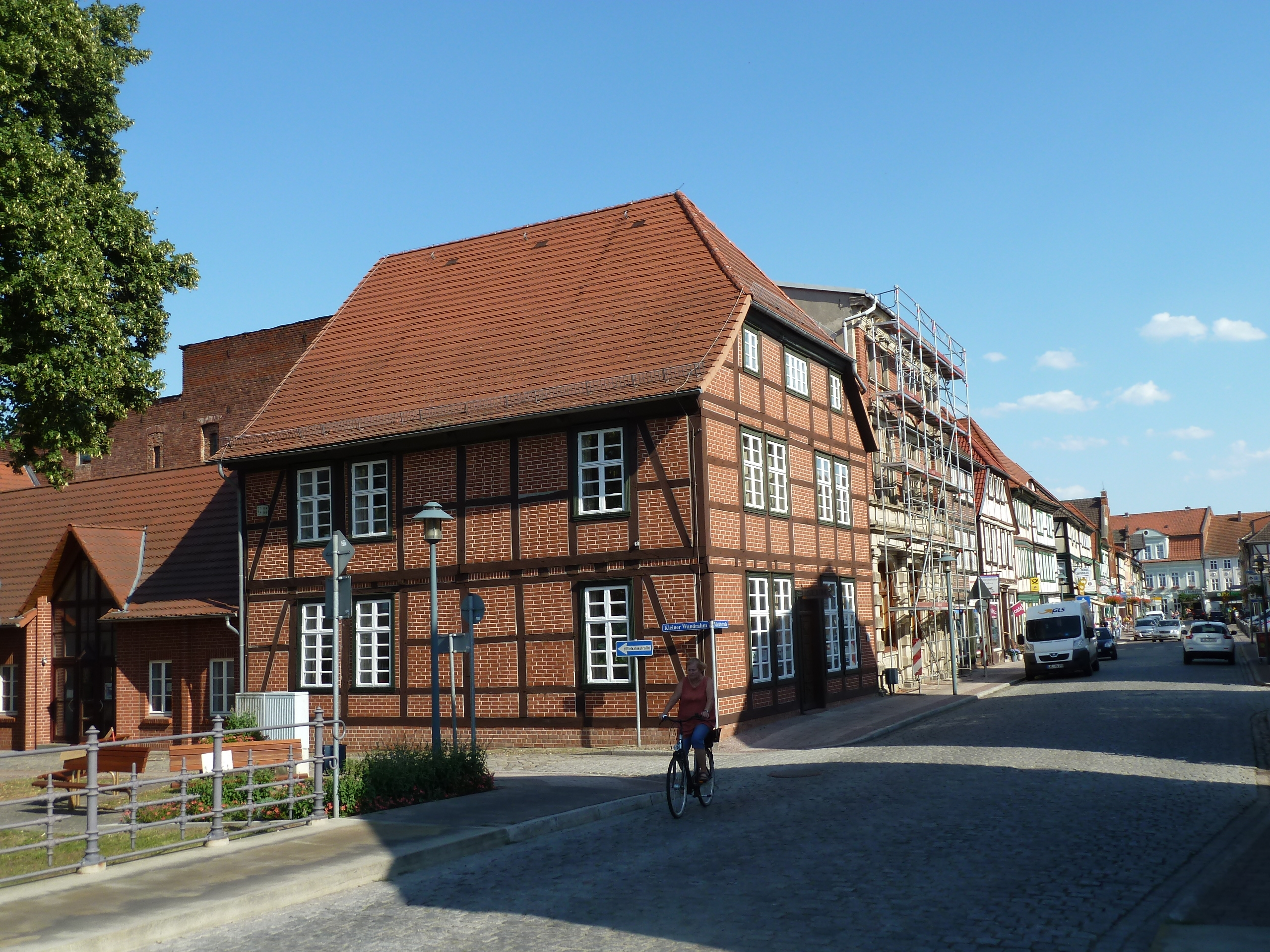
Ehemalige Pfeffernussfabrik in der Grabower Marktstraße (2013)

Gustav Ritter wuchs gemeinsam mit zahlreichen älteren Geschwistern in Grabow als Sohn des Holzhändlers Wilhelm Ritter (* 1824) auf. Auch er erlernte den Kaufmannsberuf. Im Jahre 1902 übernahm Ritter von seinem Schwiegervater Friedrich Bollhagen die weit über Grabow und Mecklenburg hinaus bekannte Pfeffernussfabrik, die bereits 1835 gegründet worden war. Mehr als 40 Jahre war Ritter Leiter der Bollhagenschen Pfeffernuß- und Bisquitfabrik, die unter seiner Führung weiter expandierte.
Daneben veröffentlichte er als Autor vor allem plattdeutsche Gedichte und Kurzgeschichten. Seine Bücher erschienen teils im Selbstverlag, teils in bekannten Verlagen wie Hinstorff. Eine Reihe seiner Werke wurde in den Mecklenburgischen Monatsheften veröffentlicht. In seinen Werken finden sich auch häufig nationalistische, antisemitische sowie NS-verherrlichende Tendenzen.
Ritter schied nach dem Einmarsch der Roten Armee aus dem Leben.
Aus der Pfeffernussfabrik ging nach dem Zweiten Weltkrieg der VEB Grabower Dauerbackwaren hervor. Heute ist die Firma als Grabower Süsswaren GmbH vor allem für die Grabower Schaumküsse bekannt. Das einstige Wohn- und Fabrikgebäude in der Grabower Innenstadt beherbergt heute das Grabower Heimatmuseum und steht unter Denkmalschutz.

## Werke
- Starken Toback (19XX)
- Scherz und Ernst (1916)
- Kinnersnack (1917)
- Aus heißem Herzen (1917)

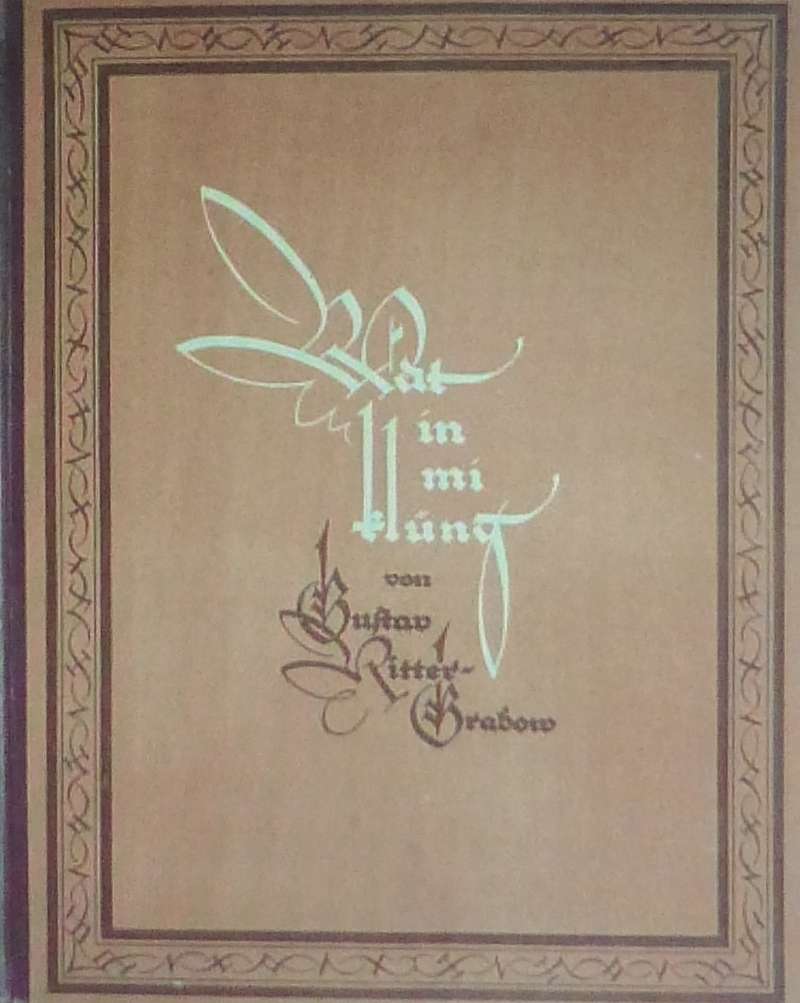
Titel „Wat in mi klüng“

- Das Vermächtnis des Großen Kurfürsten (1917)
- Viehlosofische Betrachtungen (1919)
- Wat in mi klüng (ca. 1927)
- An Siegfried Wagners Grab (ca. 1937)
- Von mir zu Dir (1941)